# Maria-louca
 (juillet 2021).
Pour les articles homonymes, voir Maria.
La Maria-louca est une eau-de-vie fabriquée dans les centres de détention. Elle a été mentionnée pour la première fois dans le livre Estação Carandiru. Il est produit secrètement dans les prisons brésiliennes par les détenus qui s'y trouvent. La fabrication implique des processus élaborés de fermentation et de distillation,.
Il existe des vidéos montrant la méthode complète pour le fabriquer.